# Takashi Mizuno (astronomo)
Takashi Mizuno (1955) è un astronomo amatoriale giapponese di professione architetto.
Il Minor Planet Center gli accredita la scoperta dell'asteroide 17651 Tajimi effettuata il 3 novembre 1996 in collaborazione con Toshimasa Furuta.
Gli è stato dedicato l'asteroide 6392 Takashimizuno.